# 艾興菲爾斯特巴赫河
49°49′49″N 9°34′46″E / 49.830170°N 9.579513°E
艾興菲爾斯特巴赫河（德語：Eichenfürster Bach），是德國的河流，位於該國東南部，由巴伐利亞負責管轄，屬於美因河的右支流，河道全長1公里，流域面積2.7平方公里。